# Crowning of Atlantis
Crowning of Atlantis è considerato l'ottavo album in studio del gruppo musicale svedese symphonic metal Therion, pubblicato nel 1999 dalla Nuclear Blast Records. Come accadde per A'arab Zaraq - Lucid Dreaming, è una sorta di compilation contenente: qualche inedito, un remix, una manciata di cover di genere heavy metal e alcuni brani registrati dal vivo.

## Tracce
1. Crowning of Atlantis – 4:58
2. Mark of Cain – 5:01
3. Clavicula Nox (Remix) – 8:51
4. Crazy Nights (cover dei Loudness) – 3:42
5. From the Dionysian Days – 3:16
6. Thor (The Powerhead) (cover dei Manowar) – 4:47
7. Seawinds (cover degli Accept) – 4:23
8. To Mega Therion (Live) – 6:38
9. The Wings of the Hydra (Live) – 3:21
10. Black Sun (Live) – 5:45

## Formazione
- Christofer Johnsson - voce, chitarra, tastiera
- Tommy Eriksson - chitarra
- Jan Kazda - basso, chitarra
- Wolf Simon - batteria
- Indigo orchestra